# Ēriks Ešenvalds
Ēriks Ešenvalds (Priekule, 26 gennaio 1977) è un compositore lettone, noto per la sua produzione di musica corale.

## Biografia
Ešenvalds ha frequentato tra il 1995 e il 1997 il Seminario Teologico della Chiesa Battista lettone. Nel 2002 ha ottenuto una laurea di primo livello presso la JVLMA (Jāzepa Vītola Latvijas Mūzikas akadēmijas), l'accademia di musica lettone "Jāzeps Vītols" e nel 2004 ha conseguito un master in composizione sotto la guida di Selga Mence. Tra il 2002 e il 2011 ha cantato nel coro statale lettone.
Ešenvalds è stato insignito di numerosi premi, tra cui, nel 2006, quello offerto dal International Rostrum of Composers.
Ešenvalds è sposato e ha quattro figli.